# Sally Struthers
Sally Anne Struthers (Portland, 28 de julho de 1947) é uma atriz, porta-voz e ativista norte-americana, melhor conhecida nos Estados Unidos por seus papéis como Gloria Stivic, filha de Archie e Edith Bunker (interpretado por Carroll O'Connor e Jean Stapleton) sobre Tudo em Família, pelo qual ela ganhou dois Emmy Awards, e como Babette em Gilmore Girls. Ela era a voz de Charlene Sinclair na sitcom da ABC Dinosaurs e Rebecca Cunningham na série de animação da Disney  TaleSpin.

## Vida pessoal
Sally Anne Struthers nasceu em 28 de julho de 1947 em Portland, Oregon, e frequentou o liceu. Ela é uma de duas crianças. Ela tem uma irmã, Sue.  Seus pais são Margaret Caroline (nascida Jernes) e Robert Alden Struthers, um cirurgião, que deixou a família quando Sally tinha 9 ou 10 anos de idade. Os avós maternos eram imigrantes noruegueses. Struthers casou-se com William C. Rader, um psiquiatra, em 18 de dezembro de 1977; eles se divorciaram em 19 de janeiro de 1983. Eles têm um filho.

## Carreira
Struthers mudou-se rapidamente para o estrelato entre o final da década de 1960 e início de 1970. Em Five Easy Pieces (1970), ela foi fundido em frente de Jack Nicholson em um pequeno, mas de papel memorável, mas alcançou a fama como Gloria Stivic na década de 1970, comédia, Tudo em Família. Produtor Norman Lear encontrado a atriz dançando sobre O Smothers Brothers Comedy Hour, uma contracultura show de variedades, cuja redação incluída Rob Reiner.
De acordo com um WPTT entrevista de rádio com Doug Hoerth em 2003, Struthers pensei que Reiner então namorada e depois esposa, Penny Marshall, teria o papel de Gloria, como Marshall, mais se assemelhava a Jean Stapleton, que jogou Edith Bunker. A atriz Candice Azzara tinha desempenhado o papel de Gloria em um episódio piloto, mas foi logo descartada. Depois de um início turbulento, a série se tornou um sucesso, começando com o seu verão reprises, dando a dezenas de milhões de telespectadores a oportunidade de ver "Gloria" defendendo sua liberal pontos de vista sobre os estereótipos negativos e a desigualdade. Struthers ganhou dois Prêmios Emmy (1972 e 1979) por seu trabalho sobre o show. Em 2012, Struthers, lembrou o acaso que a ajudou a terra a função de: 
I had just gotten let go from The Tim Conway Comedy Hour because the suits in New York said that I made the show look cheap. And the producer said, "That's the whole point, we're trying to make it look like the Conway show doesn't have a budget, has no money, and so that's why there's only one Tim Conway dancer instead of a line of them like the June Taylor Dancers on The Jackie Gleason Show, and there's only one musician, and they can't even afford an instrument for him, so he's standing at a music stand, humming the opening theme song." That's funny! And the suits said, "No, it makes the show look cheap." So they let me, the Tim Conway dancer, go. And if they hadn't done that, I wouldn't have been free to read for "All in the Family."

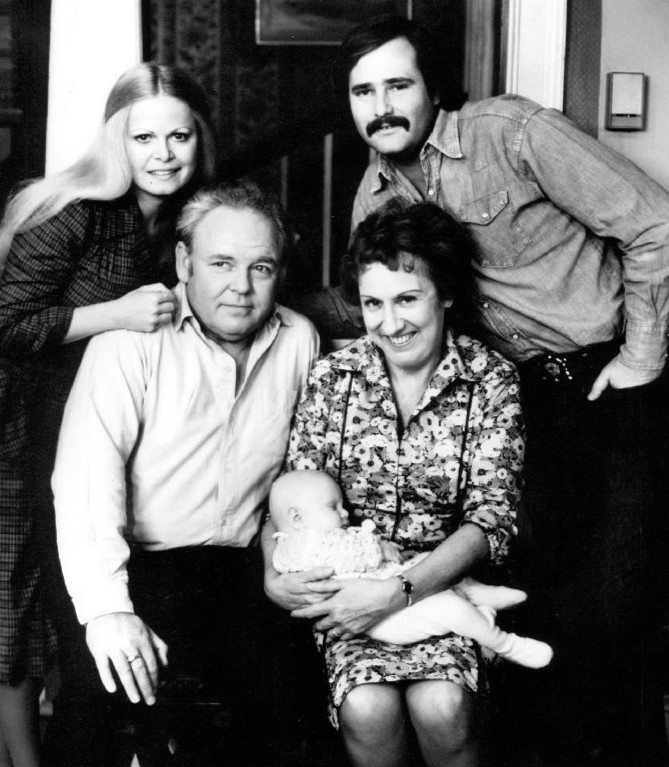
Struthers (superior esquerdo) em 1976 com o elenco foto promocional de Tudo em Família

No curta duração Archie Bunker Lugar spin-off Gloria (1982-1983), Struthers reprisou Gloria como uma nova divorciada (ela tornou-se uma "estudante de intercâmbio", quando o marido Mike trocou ela por um de seus alunos). A série co-estrelou Burgess Meredith como o médico de uma clínica animal com Gloria como seu assistente. Ela era uma semi-regulares especialista em 1990 revival do Jogo e ocasional de um convidado em Ganhar, Perder ou empatar (Mesmo preenchendo os Vicki Lawrence como hospedar por uma semana). Ela também teve um papel recorrente como Bill Miller manipulativo mãe, Louise, Ainda de Pé e regularmente apareceu em Gilmore Girls como Babette Dell. Ela também forneceu vozes para um número de série de animação , como As Pedras e Bamm-Bamm Mostrar (como uma adolescente Pedras Flintstone), TaleSpin (como Rebecca Cunningham) e foi uma das voz estrelas no ABC Dinossauros produzida por Walt Disney e Henson Productions (como Charlene Sinclair).
Struthers atuou na fase de produção de Annie no Fabuloso Fox Theatre em Atlanta, Geórgia,[carece de fontes?] e a turnê nacional de produção no final da década de 1990. Ela tem sido um regular desde o início da década de 2000 em Ogunquit Playhouse, em Ogunquit, Maine, onde, em 2012, atuou em Sempre...Patsy Cline, como Louise estão sempre aprontando confusões, e de 9 para 5: O Musical, como Roz Klein.

## Activismo
Struthers tem sido um porta-voz para Christian children's Fund (mais tarde renomeado ChildFund), advogando em prol de crianças carentes em países em desenvolvimento, principalmente na África, e tem sido o porta-voz da Correspondência Internacional de Escolas em anúncios de televisão, lançando a famosa frase "você quer ganhar mais dinheiro? Claro, todos nós fazemos!". Seu ativismo tem sido satirizou no Episódio 19 da sétima temporada de grey's Anatomy, 3 Episódios Em Cores Vivas Temporada 3 Episódios 6 e 18 e 4 ª Temporada Episódio 27, o South Park episódios "Starvin' Marvin" e "Starvin' Marvin no Espaço", e o Denis Leary canção Vozes na minha Cabeça.

## Prêmios e indicações
Ao Emmy Awards
- 1972 o Prêmio Emmy de melhor Atriz coadjuvante em Série de Comédia (empatado com Valerie Harper)
- 1979 o Prêmio Emmy de melhor Atriz coadjuvante em Série de Comédia

- 2010: Ganhou o prêmio de Atriz em um Musical para o papel da "Fada Madrinha" no Cabrillo de Música, Teatro, produção de Cinderela[10]